# Ley de armas de fuego en Azerbaiyán

Emblema nacional

La política de armas de fuego en Azerbaiyán consiste en el derecho a la tenencia, uso y transporte de armas en Azerbaiyán, con fines defensivos, deportivos, cinegéticos (como medio de supervivencia o deporte), escolta privada o de otra naturaleza, sin perjuicio de otras actividades legales que pudieran realizarse con las mismas.

## Adquisición de armas de caza
Los ciudadanos de la República de Azerbaiyán mayores de 18 años tienen el derecho a la posesión de armas de uso civil.

### Permiso especial
Para obtener un permiso especial del derecho de la adquisición de las armas de uso civil el ciudadano tiene que presentar una declaración escrita en la forma adecuada, el certificado médico sobre el estado de salud, un documento que confirmaba la ciudadanía azerbaiyana, y 2 fotografías de 3х4 al órgano de seguridad interna del lugar de residencia o a la Dirección General de la Seguridad Pública. 
Para obtener un permiso especial del derecho de la adquisición de las armas de uso civil el ciudadano no tiene que ser un miembro de la asociación de cazadores. 
Los extranjeros tienen que presentar un documento de identidad y carta de fianza de la embajada o la representación del país del que son nacionales.
En la base del permiso especial, los extranjeros antes de 5 días tienen que sacarlo de la República de Azerbaiyán. En caso de incumplimiento de esa norma, las armas son confiscadas.
La duración del permiso especial de la adquisición de las armas de uso civil es 6 meses. En el permiso especial se existen los siguientes datos:
apellido, nombre, patronímico del solicitante, tipo, cantidad de la arma, fecha de la expedición del permiso especial y su duración
En el reverso del permiso especial de la organización comercial hay notas específicas sobre la marca, el calibre u número de la arma vendida, se firma y se estampa con un sello. Los ciudadanos, que tienen en su propiedad la arma de cañón liso al menos 5 años, que no han cometidos ninguna infracción relacionadas con la violación de las normas de la producción, adquisición, venta, contabilidad, almacenamiento, posesión, transporte y utilización de las armas, o los militares y funcionarios públicos de las organizaciones militarizadas, a quienes la legislación ha otorgado el derecho de la posesión y almacenamiento de las armas de fuego tienen el derecho a la adquisición de la arma de cacería con cañón estriado. 
Los ciudadanos que tienen el permiso especial para el almacenamiento y posesión de las armas de fuego tienen el derecho a la adquisición de las armas blancas de cacería. El permiso especial para el almacenamiento y posesión de las armas de fuego es la base para posesión de las armas blancas de cacería.
Los ciudadanos después representar un documento de identidad pueden adquirir los apersores y las armas de aire comprimido sin permiso.

### Prohibiciones
Los permisos especiales para la adquisición de las armas de uso civil no se expide a los ciudadanos:
- que están registrados en los servicios de salud  por el alcoholismo, toxicomanía, enfermedad mental y discapacidad visual;
- que tienen las enfermedades o discapacidad física, que obstaculizan la promoción de adecuado tratamiento de las armas;
- que tienen condenas por un delito premeditado o por la promoción de las armas, municiones y explosivos;
- que han cometido de nuevo la infracción administrativo, que invoca al orden público o el proceso de gestión, las normas de caza, pesca, así como las normas relacionadas con tráfico de armas y municiones;
- que no tienen la residencia permanente;
- que inscritos en el registro preventivo o operativo;
- que tienen en su propiedad 7 armas de uso civil (sin contar los objetos de colección);
- en el caso de la confirmación de incapacidad o la disminución de la capacidad por la decisión de tribunal;
- en el caso de no conocer la gestión de la seguridad de las armas.[4]

### Registro
Se debe registrar las armas de fuego de uso civil en los órganos de interior en un período de 2 semanas desde la fecha de su adquisición.
En el registro de la arma de fuego según el permiso especial, el órgano de interior expide al ciudadano un certificado de almacenamiento y uso adecuado. El certificado tiene la duración de 3 años. En un período de 3 meses antes de la expiración, el ciudadano presente una solicitud para prórroga junto con el certificado de derecho al almacenamiento y uso de la arma para su destino, la arma y recibo, que confirma el pago de la tasa estatal hasta 5 veces el salario mínimo. La solicitud examina en el plazo de 1 mes desde el día de su presentación. Un permiso especial se prórroga a 3 años. 
El certificado, confirmado el derecho al almacenamiento, utilización de la arma de fuego de uso civil a su destino da a su dueño el derecho a adquirir, almacenar y utilizar las municiones. 
El propietario de la arma de fuego al cambiar su residencia tiene que presentar a los órganos del interior una solicitud para cancelar el registro, indicando su nuevo lugar de residencia. Al llegar a su nuevo residencia, el propietario tiene que registrar su arma en los órganos adecuados del interior en un plazo de 10 días.
El propietario puede registrar de nuevo su arma a nombre de otra persona. En este caso, se presentan las solicitudes recíprocos. Al descubrir la indisponibilidad para disparar, la arma de fuego no se registra de nuevo. La arma de este tipo se transmite en los órganos del interior gratuitamente y se retira del registro.

### Herencia
Con sucesión, en caso del que el heredador no tenga el permiso especial para la adquisición de la arma de uso civil debe obtener ese permiso durante 3 meses. Si el heredador no quiere recibir el permiso o no se le concede, tiene que regalar o vender la arma a otra persona, o transmitirla a los  órganos del interior en el plazo de un mes. 